# Senobasis lanei
Senobasis lanei là một loài ruồi trong họ Asilidae. Senobasis lanei được Carrera miêu tả năm 1949.